# Висак
Висак је грађевинска алатка која се састоји од металног на дну заоштреног тега велике специфичне тежине који је објешен о танак канап. Висак се примарно користи да би се осигурала вертикалност зидова, стубова и осталих грађевинских елемената. Поред тога користи се у геодезији за одређивање вертикале кроз центар гравитације неправилних тијела и за одређивање нагиба ако није доступан инклинометар приликом одређивања правца пловидбе брода или правца гађања у артиљерији. Дубински висак се користи за мјерење дубине воде. Кориштен је већ у древном Египту приликом градње, између осталог и пирамида.

## Начин употребе
Да би се провјерила вертикалност зидова, стубова и осталих грађевинских елемената на ексер који се укуца у елеменат који се испитује објеси се висак. Када тег, који има масу око 200-500 грама и дужину око 7-10 центиметара, у зависности од тога да ли је купасти или цилиндрични, престане осциловати, голим оком или мјерењем провјерава се да ли је удаљеност канапа од зида на свим мјестима иста.. Тегови су најчешће од олова које има велику специфичну тежину како би били тачни и при раду на јачем вјетру.

## Врсте висака
У геодезији се висак користи за позиционирање теодолита одређивањем вертикале кроз центар гравитације (надира или зенита). У ове сврхе се некада користио обични висак масе 200-500 грама и дужине конца до 2,5 метра, док се данас користе оптички или ласерски висак. Поред њега користи се и крути висак који се састоји од двије металне цијеви од којих се горња извлачи и поставља на средишњи шараф статива, док се доња на којој је дозна либела поставља на означену тачку.
Оптички висак најчешће долази као посебан инструмент, али може бити и саставни дио трипода или теодолита. Тачки која се налази на циљу окулара се центар гравитације одређује помоћу прекидачке призме кроз коју пролазе зраци. Оптички висак омогућава прецизно центрирање инструмента изнад тачке, која представља станицу. Оптичка оса виска мора се поклапати са вертикалном осом инструмента, а нормална на хоризонталну осу, како би био испуњен радни услов.
Ласерски висак увијек долази као посебан инструмент и функционише на принципу ласерског снопа који се може подешавати да би се добили тачнији резултати.
При мирном времену на удаљености од метра и по грешка при центрирању код крутог виска је 1-2 милиметра, код обичног 3-5, док је код оптичког мања од пола милиметра, а код ласерског (са ласером пречника 2,5 милиметара) мања од 0,8 милиметара, а даљим подешавањем пречника ласера може и да се знатно смањи.

## Псеудонаучне употребе
Висак се користи у радиестезији као посредник и контакт са материјом и енергијом у свим временским нивоима.
Присталице радиестезије такође вјерују да се виском мјери спиритуална вибрација у етеричном тијелу бића и предмета.
Такође је и један од масонских симбола.

## Занимљивости
Висак се појављује на грбу Зеленортских Острва симболизујући праведност, честитост и искреност.